# 910年代
| 千纪： | 1千纪                                                                                  |
| 世纪： | 9世纪 \| 10世纪 \| 11世纪                                                              |
| 年代： | 880年代 \| 890年代 \| 900年代 \| 910年代 \| 920年代 \| 930年代 \| 940年代              |
| 年份： | 910年 \| 911年 \| 912年 \| 913年 \| 914年 \| 915年 \| 916年 \| 917年 \| 918年 \| 919年 |

## 大事记
- 910年，淮南弘農王楊隆演稱吳王。梁帝朱温疑趙王王鎔私與晉通，遣寧國節度使王景仁發兵襲击，王鎔向晉求救，晉王李存勗東出，與後梁軍相峙於柏鄉。
- 911年，柏鄉之戰，後梁大败。燕王劉守光稱帝，建都幽州（北京），國號燕。
- 912年，朱友珪杀父亲朱温，嗣位。
- 913年，後梁均王朱友貞起兵斬朱友珪，即帝位，是為梁末帝。遷都大梁。前蜀少保唐道襲誣太子王元膺謀反，王元膺發兵斬唐道襲，王元膺亦為其下所殺。晉王李存勗大舉攻燕，陷幽州，擒劉守光及其父劉仁恭。
- 914年，晉王李存勗斬劉守光、劉仁恭。
- 915年，英國劍橋大學創立。
- 916年，3月17日——耶律阿保機登基稱「大聖大明天皇帝」，立國號契丹。
- 917年，前蜀改國號為漢。後梁清海節度使劉巖稱帝，建都廣州（廣東廣州），國號越。
- 918年，前蜀復國號為蜀，前蜀高祖王建卒，子王宗衍嗣位。越改國號為漢，史稱南漢。晉梁胡柳陂之战，盧龍節度使周德威父子戰死。朝鮮半島泰封國王弓裔暴虐被殺，部將王建即位，改國號高麗，史稱王氏高麗王朝。
- 919年，薩克森公國大公亨利一世被選為日耳曼國王，史稱薩克森王朝。